# Егідіо Мартинович
Егідіо Мартинович (сербохорв. Egidio Martinović, 19 листопада 1907, Пула — 7 серпня 1993, там само) — югославський футболіст, що грав на позиції правого крайнього нападника.
Виступав, зокрема, за загребські клуби ХАШК і «Конкордія», а також національну збірну Югославії. Дворазовий чемпіон Югославії.

## Клубна кар'єра
Народився у місті Пула, де виступав у складі місцевої команди «Гріон». Коли батьки переїхали до Загреба, приєднався до команди ХАШК. Оскільки в той час у складі клубу могли грати лише студенти або школярі старшої школи, Мартинович записався до музичної академії, де вивчав гру на флейті.
Пізніше виступав у команді «Желєзнічар» (Загреб). А згодом у складі ще одного загребського клубу «Конкордія». В 1930 році виграв з командою перший в її історії титул чемпіона Югославії. Для потрапляння до фінального турніру клуб посів друге місце у чемпіонаті Загреба, а потім у кваліфікації переміг «Ілірію» з Любляни (6:1, 6:0). У фінальній шістці «Конкордія» набрала 15 очок, на два випередивши «Югославію» і «Хайдук». На рахунку Мартиновича 10 матчів і один гол у фінальному турнірі й два матчі у кваліфікації.
У 1931 році став з командою срібним призером чемпіонату, зігравши у фінальному турнірі 10 матчів, у яких забив 2 голи.
В 1932 році вдруге став чемпіоном країни. «Конкордія» посіла друге місце у кваліфікаційній групі, поступившись «Хайдуку». Фінальний турнір цього разу проводився за кубковою системою. Клуб переміг у чвертьфіналі «Вікторію» (Загреб) (3:0 і 7:3, забив по голу у кожному з матчів), а у півфіналі белградську «Югославію» (0:0, 6:1, відкрив рахунок у другій грі). У фіналі «Конкордія» двічі перемогла «Хайдук» з однаковим рахунком 2:1.
Четвертий раз поспіль «Конкордія» виступила у фінальному турнірі чемпіонату в 1933 році, посівши лише сьоме місце.
В 1934 році був учасником так званого Кубка семи — турніру, який організували 7 провідних клубів Югославії, як альтернативу національному чемпіонату, який у сезоні 1933/34 не був проведений через те, що клуби не досягли згоди щодо формату його проведення. «Конкордія» у цьому змаганні посіла четверте місце.
Загалом у фінальному турнірі чемпіонату Югославії в складі «Конкордії» зіграв в 1930—1938 роках 90 матчів і забив 34 голи.
Пізніше виступав також у командах «Марсонія» (Славонський Брод) і «Вараждин». Після війни працював тренером у різних провінційних клубах. Став засновником першої футбольної школи в місті Пула, а також, разом з іншими футболістами, був серед організаторів Пульської футбольної федерації й тренерської організації міста, президентом якої й був обраний.
| Дата       | Місто    | Господарі | Результат | Гості     | Турнір           | Голи | Примітки |
| ---------- | -------- | --------- | --------- | --------- | ---------------- | ---- | -------- |
| 10.04.1927 | Будапешт | Угорщина  | 3 – 0     | Югославія | товариський матч | -    | 58'      |
| Усього     |          | Матчів    | 1         |           | Голів            | 0    |          |

## Титули і досягнення
- Чемпіон Югославії (2):

«Конкордія»: 1930, 1932
- Срібний призер чемпіонату Югославії (1):

«Конкордія»: 1931